# ساندرا اوه
ساندار اوه (به انگلیسی: Sandra Oh) (زاده ۲۰ ژوئیه ۱۹۷۱) بازیگر کانادایی است.

## زندگی‌نامه
اوه، در اتاوا زاده شد. پدر او بازرگان و مادرش زیست شیمیدان (بیوکمیست) است. او برادری به نام ری و خواهری به نام گریس دارد.
او و کارگردان الکساندر رین به مدت ۵ سال با هم رابطه داشتند و سرانجام در ۱ ژانویه سال۲۰۰۳ با هم ازدواج کردند. او در سال ۲۰۰۵ از وی جدا شد و در ۲۰۰۷ رابطه‌ای با موسیقی‌دان اندرو فتراستان داشت. اوه، بیشتر به خاطر حضور در سریال آناتومی گری مشهور است که نقش کریستینا یانگ را ایفا کرده است. سندرا اوه برنده بهترین یازیگر نقش اول زن برای سریال کشتن ایو در گلدون گلوب شده است.

## بخشی از فیلم‌شناسی
- ۱۹۹۴: شادی مضاعف
- ۱۹۹۷: بین
- ۱۹۹۷: روز بد در بلوک
- ۱۹۹۸: دیشب
- ۱۹۹۸: ویولن قرمز
- ۱۹۹۸: نیمه‌شب ماندگار
- ۱۹۹۹: گوئین‌اور
- ۲۰۰۰: بیدار کردن مردگان
- ۲۰۰۰: رقص در بلو ایگوانا
- ۲۰۰۱: دفتر خاطرات شاهدخت
- ۲۰۰۱: دروغگوی چاق گنده
- ۲۰۰۲: زندگی طولانی، خوشبختی و برکت، ریک
- ۲۰۰۳: ریک
- ۲۰۰۳: زیر آفتاب توسکانی
- ۲۰۰۴: راه‌های فرعی
- ۲۰۰۴: ویلبی شگفت‌انگیز
- ۲۰۰۴: مولان ۲
- ۲۰۰۵: شکلات سفت
- ۲۰۰۵: کیک
- ۲۰۰۵: ۳ سوزن
- ۲۰۰۵: متاسفم، متنفران
- ۲۰۰۶: شنونده شب
- ۲۰۰۶: محض اطلاع
- ۲۰۰۷: سرزمین قبل از تاریخ ۱۳: دوستان خردمند
- ۲۰۰۸: کوری
- ۲۰۰۹: مدافع
- ۲۰۱۰: کاوش کوانتومی: سفر فضایی کاسینی
- ۲۰۱۰: رامونا و بیزوس
- ۲۰۱۰: لانه خرگوش
- ۲۰۱۴: تمی
- ۲۰۱۶: اسب‌های پنجره‌ای
- ۲۰۱۶: گیس و گیس‌کشی
- ۲۰۱۷: پارک مدیتیشن
- ۲۰۲۰: روی ماه
- ۲۰۲۱: رایا و آخرین اژدها
- ۲۰۲۲: قرمز شدن
- ۲۰۲۲: اوما
- ۲۰۲۳: خانم مسابقه
- ۲۰۲۴: شاگرد ببر